# Pomnik Adama Mickiewicza w Wilnie
Pomnik Adama Mickiewicza w Wilnie – pomnik znajdujący się w pobliżu kościoła bernardynów, przy ulicy Maironio (przed 1945 ul. św. Anny), na brzegu rzeki Wilejki.

## Historia
Początkowo swoją koncepcję pomnika Adama Mickiewicza dla Wilna lansował Zbigniew Pronaszko z Uniwersytetu Stefana Batorego, jednak w maju 1925 roku ogłoszony został otwarty konkurs. Ostateczny termin nadesłania prac był przedłużany ze względu na wyjątkowo duże zainteresowanie środowisk artystycznych - ostatecznie nadesłano aż 67 projektów. W skład komisji wchodzili przedstawiciele władz oraz środowisk artystycznych, zaś na jej czele, jako przewodniczący, stanął gen. Lucjan Żeligowski. Pierwszą nagrodę w konkursie zdobył Stanisław Szukalski, drugą - Rafał Jachimowicz, a trzecią - Mieczysław Lubelski. Według projektu Szukalskiego postać Mickiewicza była naga i przyjęła postawę siedzącą. Artysta umieścił ją na wysokim cokole w kształcie piramidy schodkowej. Na towarzyszącym mu łuku tęczy siedział orzeł, który spijał krew płynącą z rozciętego serca przedstawionej postaci. Projekt Stanisława Szukalskiego wywołał skrajne emocje i rozpętał dyskusje w prasie, środowisku twórców, krytyków sztuki, a także wśród zwykłych obywateli. Zamieszanie skłoniło Komitet Budowy Pomnika do ogłoszenia nowego konkursu, tym razem jednak zamkniętego. Jego zwycięzcą został Henryk Kuna, którego projekt wytypowano do realizacji, jednak m.in. w wyniku problemów finansowych oraz lokalizacyjnych, prace przeciągały się. W związku z wybuchem II wojny światowej oraz utratą Wilna przez Polskę i rozpoczęciem okupacji sowieckiej sprawa budowy pomnika została zawieszona.

## Pomnik
Powojennym projektantem pomnika został rzeźbiarz litewski Gediminas Jokūbonis. Odsłonięcie odbyło się 18 kwietnia 1984. Granit, z którego wykonano rzeźbę, przywieziono z Wołynia.
Pomnik przedstawia Adama Mickiewicza opierającego się na złamanej kolumnie. Cała rzeźba ma wysokość 4,5 m. W 1996 dookoła pomnika umieszczono granitowe płyty z przedwojennego, niedokończonego pomnika Adama Mickiewicza dłuta Henryka Kuny. Obecnie znajduje się tam 6 płyt (z 12 zaplanowanych). Przedstawiają one sceny z Dziadów: "U Senatora", "Widmo złego pana", "Cela Konrada", "Na cmentarzu", "Spotkanie Konrada z ks. Piotrem", "Droga na zesłanie". Płyty wraz z pomnikiem tworzą jedną kompozycję przestrzenną.

## Galeria

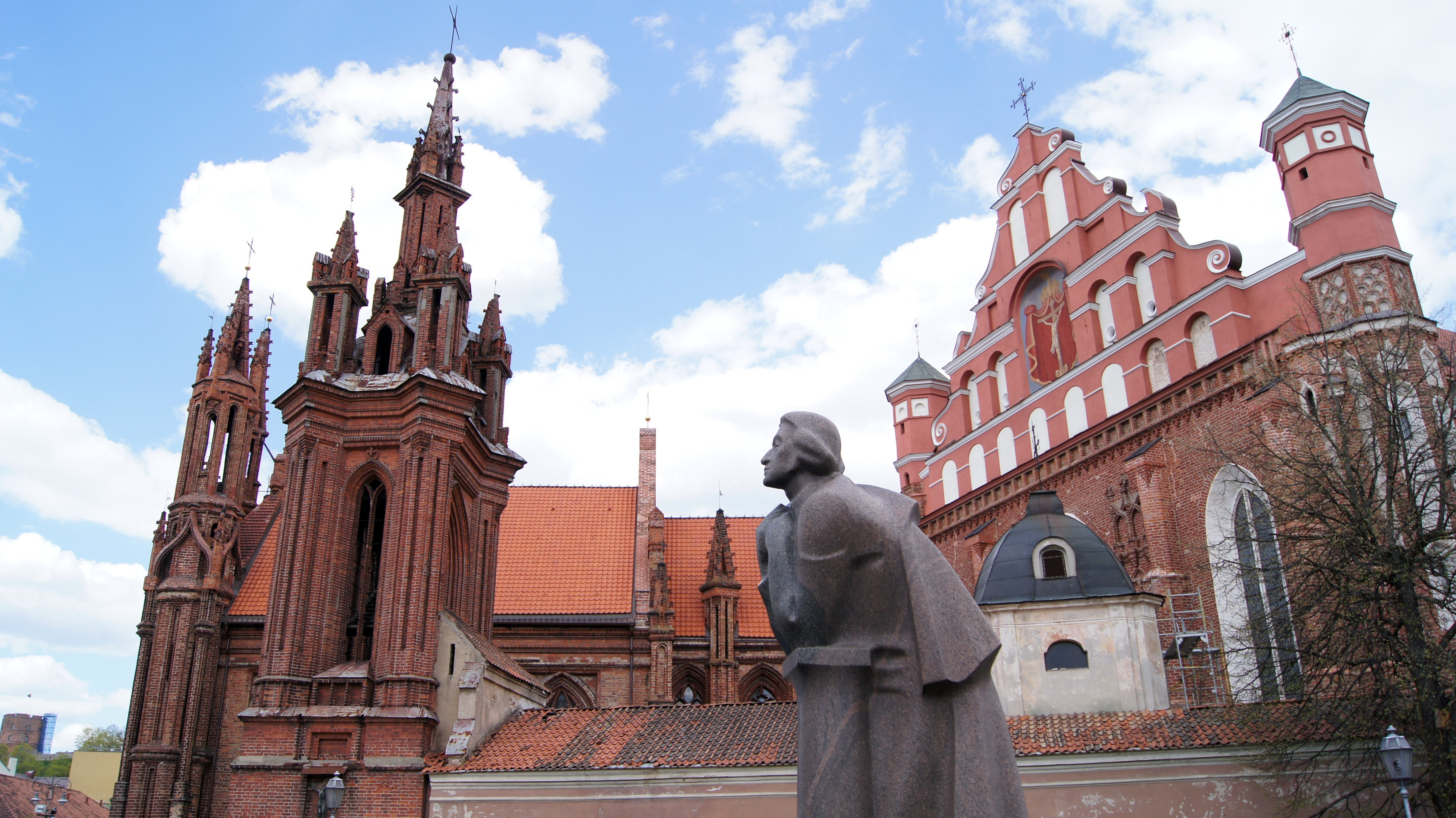
Pomnik Adama Mickiewicza na tle kościoła św. Anny w Wilnie
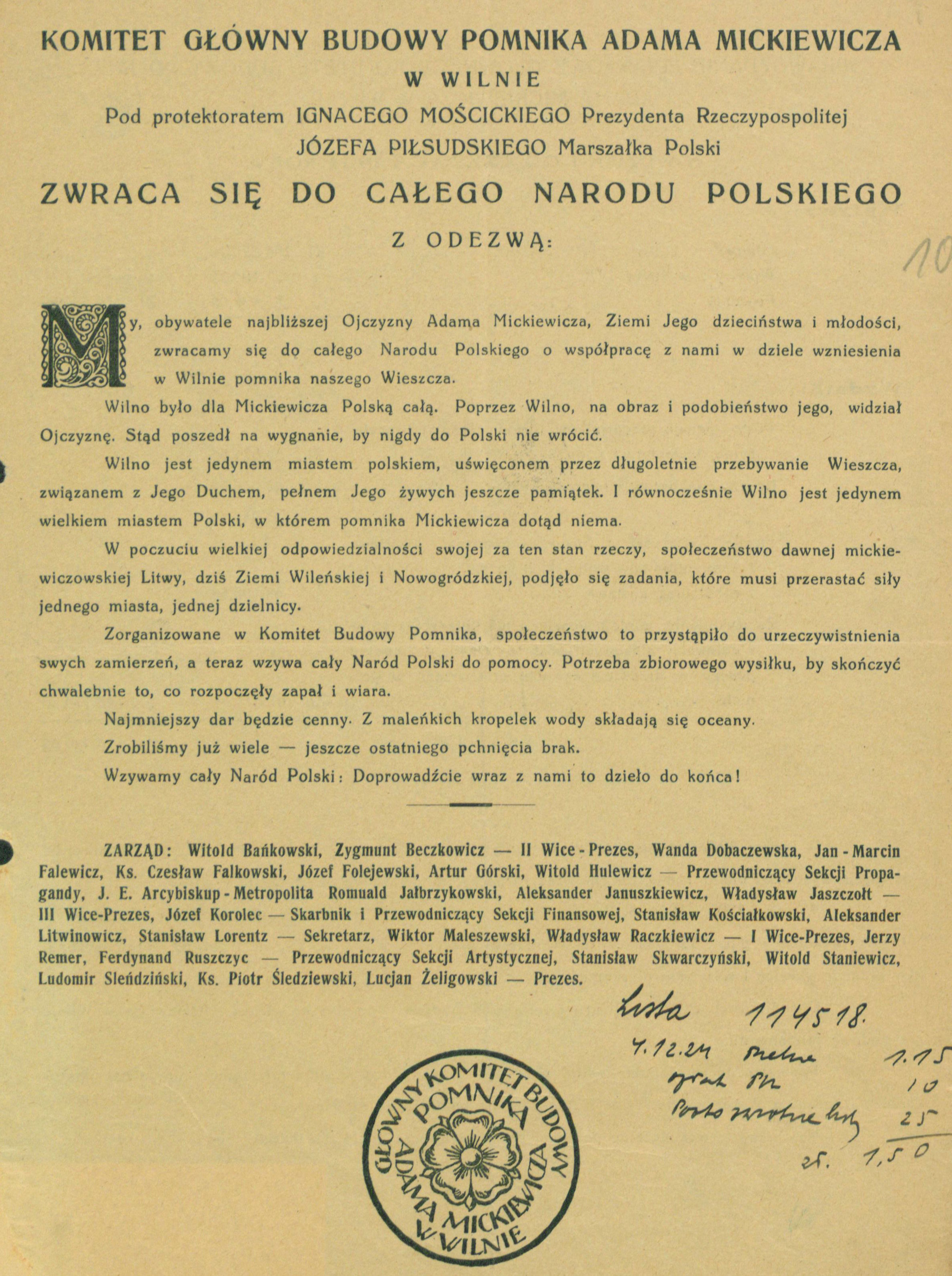
Odezwa Komitetu Głównego Budowy Pomnika Adama Mickiewicza w Wilnie z lat 30. XX w. (ze zbiorów Archiwum Państwowego w Poznaniu)
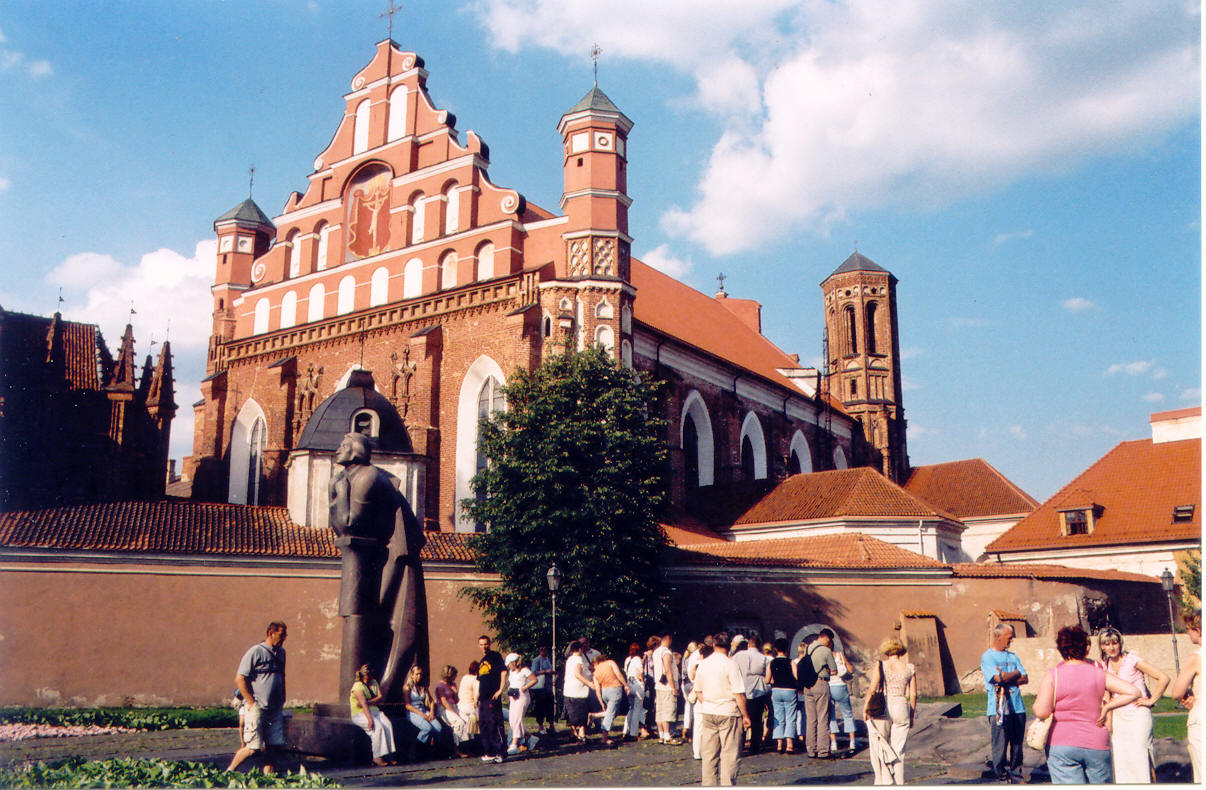
W otoczeniu turystów, w głębi kościół św. Franciszka i św. Bernardyna w Wilnie